# Hoplistonychus bondari
Hoplistonychus bondari is een keversoort uit de familie van de boktorren (Cerambycidae). De wetenschappelijke naam van de soort werd voor het eerst geldig gepubliceerd in 1930 door Melzer.